# 829
| [ Edytuj tabelę ]          |                                                                      |
| Król Anglii                | - 825 Egbert 839                                                     |
| Hrabia Aragonii            | - 809 Aznar I 839                                                    |
| Król Asturii               | - 791 Alfons II 842                                                  |
| Hrabia Barcelony           | - 826 Bernard 832                                                    |
| Cesarz Bizancjum           | - 820 Michał II Amoryjczyk 829 - 829 Teofil 842                      |
| Chan Bułgarii              | - 814 Omurtag 831                                                    |
| Cesarz Chin                | - 826 Tang Wenzong 840                                               |
| Król Franków wschodnich    | - 814 Ludwik I Pobożny 840                                           |
| Cesarz Japonii             | - 823 Junna 833                                                      |
| Kalif                      | - 813 Al-Mamun 833                                                   |
| Król Khmerów               | - 802 Dżajawarman II 850                                             |
| Patriarcha Konstantynopola | - 821 Antoni I Kassimates 836                                        |
| Król Mercji                | - 829 Egbert 830                                                     |
| Król Nawarry               | - 824 Inigo Arista 851                                               |
| Król Nortumbrii            | - 808 Eanred 840                                                     |
| Książę Obodrzyców          | - 826 Gostomysł 844                                                  |
| Papież                     | - 827 Grzegorz IV 844                                                |
| Cesarz rzymski             | - 814 Ludwik I Pobożny 840 - 817 Lotar I 855                         |
| Doża Wenecji               | - 827 Giustiniano Partecipazio 829 - 829 Giovanni I Partecipazio 837 |
| Książę wielkomorawski      | - 820 Mojmir I 846                                                   |

Rok 829 / DCCCXXIX
stulecia: VIII wiek ~
IX wiek ~
X wiek

lata: 819 «
824 «
825 «
826 «
827 «
828 «
829
» 830
» 831
» 832
» 833
» 834
» 839

## Wydarzenia
- 2 października – Teofil został koronowany na cesarza bizantyjskiego.
- Łamiąc ustawę o zachowaniu jedności cesarstwa frankijskiego, Ludwik Pobożny wydzielił dla swojego syna Karola Łysego królestwo ze Szwabii, Recji i Alzacji.
- Król Egbert z Wesseksu zjednoczył po raz pierwszy siedem królestw anglosaskich.

## Zmarli
- 3 października – Utto z Metten, mnich, błogosławiony katolicki (ur. ok. 750)